# Mastacembelus sanagali
Mastacembelus sanagali är en fiskart som beskrevs av Thys van den Audenaerde 1972. Mastacembelus sanagali ingår i släktet Mastacembelus och familjen Mastacembelidae. IUCN kategoriserar arten globalt som livskraftig. Inga underarter finns listade i Catalogue of Life.